# Когути

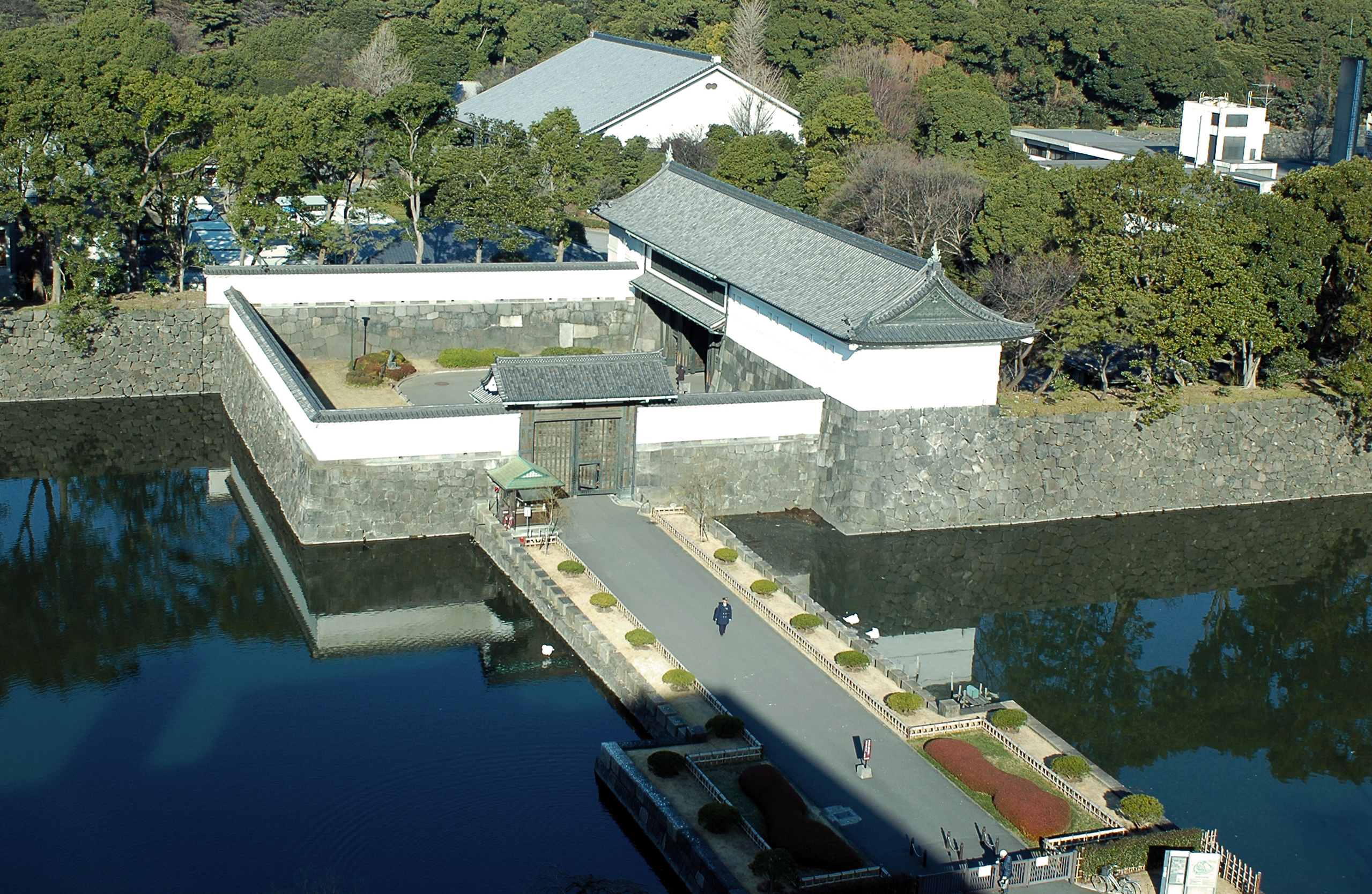
Ворота Отэ-мон, Замок Эдо. Токио, Япония

Когути (яп. 虎口) — системы воротных проходов, появившиеся в японском зодчестве в XVI веке.

## Обзор
До XVI века ворота располагались непосредственно в стене без дополнительных построек. Такой элемент носил название хира-когути (яп. 平虎口). Конструкция имела низкую обороноспособность, поэтому со временем в сочетании с воротами стали использовать выступы стен (орэ) или башни (ягурадай). Такая система называлась ёкоя и позволяла вести фланговый огонь.
В XVI веке появляются более сложные системы когути: масугата, умадаси и куитигаи.

## Типы

#### Масугата
Масугата (яп. 桝形) — барбаканный комплекс крепостных систем Японии, состоящий из двух перпендикулярно расположенных ворот, с пространством-двором между ними

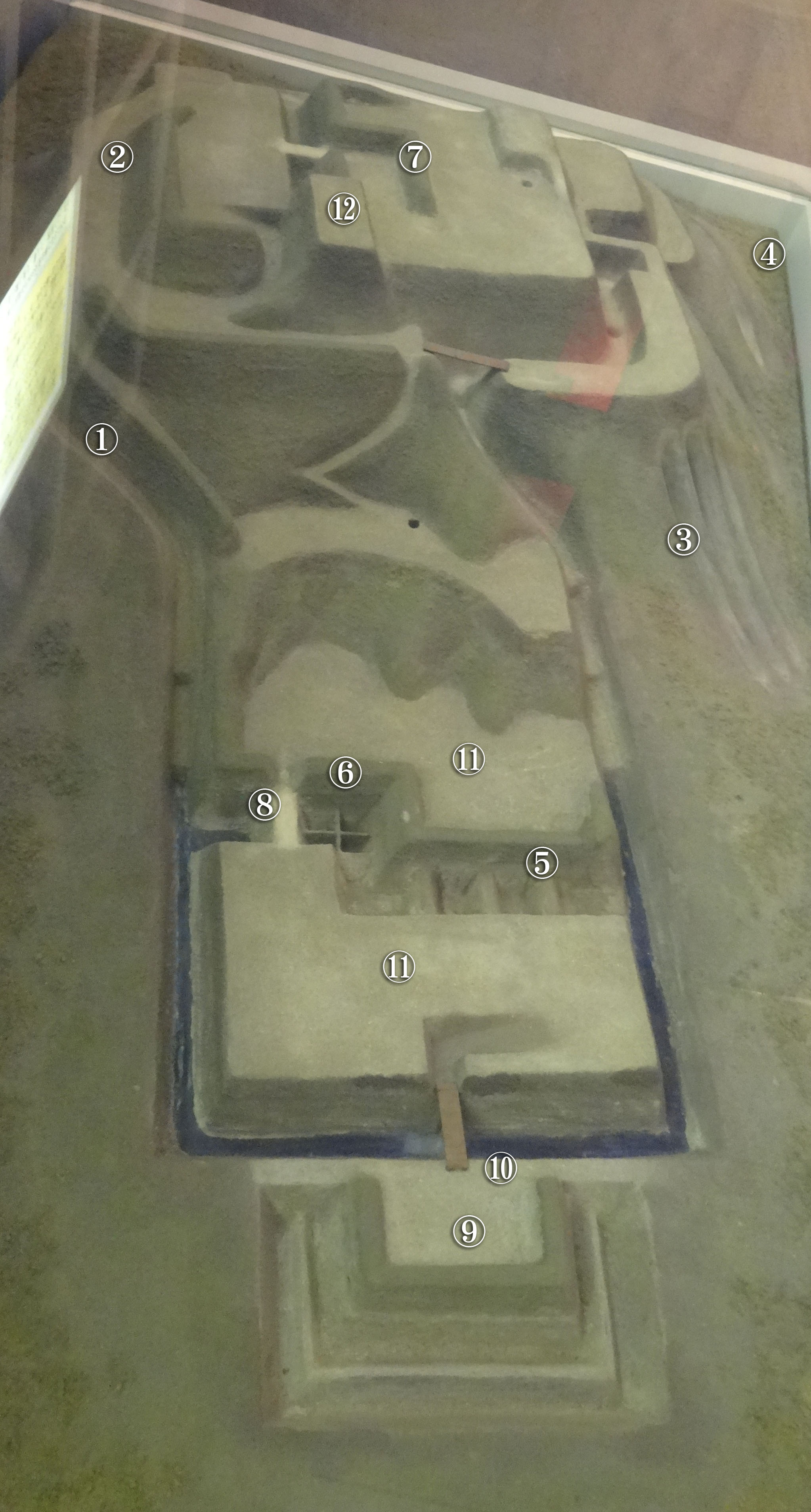
Название элементов средневековой крепости: 1. Татэбори 2. Доруй 3. Рэндзоку-татэбори 4. Хоккири 5. Унэбори 6. Сёдзи-бори 7. Масугата-когути 8. Хира-когути 9. Умадаси 10. Добаси / Мокукё 11. Курува 12. Родай

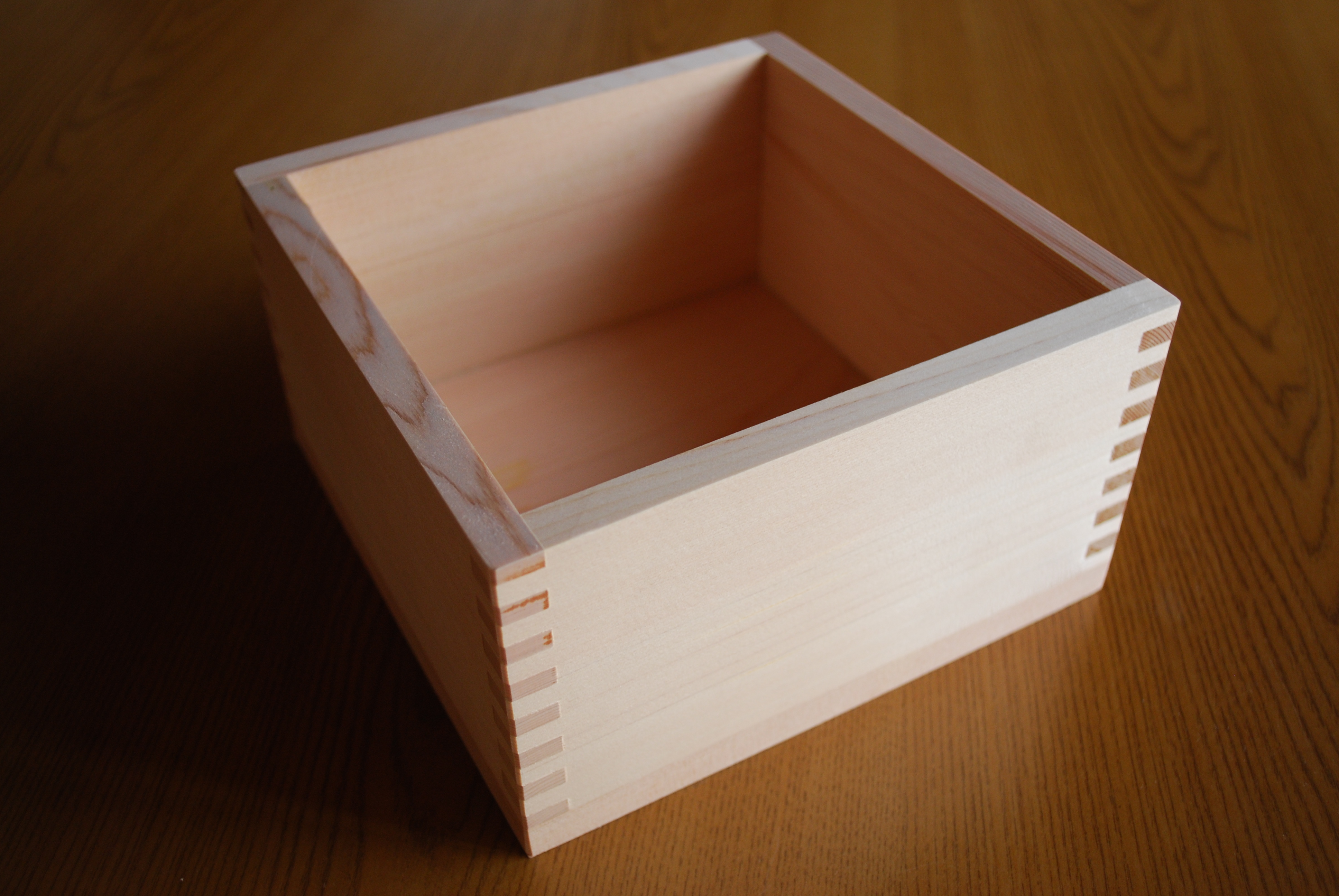
Мерная коробка «масу»

Название буквально означает «в форме мерной коробки», предположительно происходящее от наименования ящика-масу (яп. 枡)), который предназначался для измерения количества жидкости или зерна. По одной из версий название комплекса связано с тем, что именно в этом месте командующий считал солдат, отправлявшихся сражаться, а затем пересчитывал возвращавшихся.
В поздний период Сэнгоку-дзидай в крепостной архитектуре Японии начинает распространяться постройка комплексов масугата. Они представляли собой площадку, которая соединяла между собой пространство между двумя воротами: малые именовались кораи-мон, большие — ватари-ягура-мон. Ворота располагались под прямым углом друг другу, причем более мощные кораи-мон обычно являлись внешними, а более укреплённые ватари-ягура-мон находились внутри. Если атакующим удавалось прорваться через внешние ворота, то они попадали во двор под плотный обстрел воинов. Малый размер внешних ворот не позволял проникнуть большому количеству сил противника, что увеличивало шансы защитников крепости. Помимо этого, масугата не позволяли атакующим просматривать внутреннее пространство крепости.
Большинство масугата сделано по типу внутренних укреплений, которые располагаются непосредственно внутри замка (яп. 内枡形 ути масугата), но известны также масугата внешние (яп. 外枡形 сото-масугата).

#### Умадаси
Умадаси (яп. 馬出) представляло собой небольшое передовое укрепление перед воротами замка. С тыльной части оно было открыто, а с внешней укреплялось дополнительными стенами или валами. По бокам обычно имело один или два входа. Название («выгон для лошадей») связано с тем, что незнатные гости и гонцы оставляли своих лошадей в этом месте перед входом в крепость.
Существовали также подтипы: полукруглые (яп. 丸馬出 мару умадаси) и прямоугольные (яп. 角馬出 кадо умадаси).

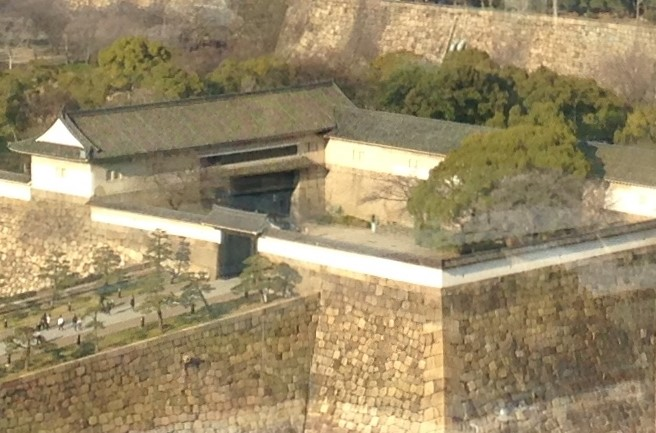
Масугата замка Осака

#### Куитигаи
Куитигаи (яп. 喰違虎口) — укрепление, образованное смещённым валом или стеной. Ворота были скрыты и атакующим необходимо было совершить поворот под прямым углом, чтобы подойти к ним